# Driedaagse De Panne - Koksijde 1996
La Driedaagse De Panne - Koksijde 1996, ventesima edizione della corsa, si svolse dal 2 al 4 aprile su un percorso di 542 km ripartiti in 3 tappe (la terza suddivisa in due semitappe), con partenza a Harelbeke e arrivo a De Panne. Fu vinta dal russo Viatcheslav Ekimov della squadra Rabobank davanti al belga Wilfried Peeters e al tedesco Olaf Ludwig.

## Tappe
| Tappa  | Data     | Percorso                                | km  | Vincitore di tappa | Leader cl. generale |
| ------ | -------- | --------------------------------------- | --- | ------------------ | ------------------- |
| 1ª     | 2 aprile | Harelbeke > Zottegem                    | 174 | Olaf Ludwig        | Olaf Ludwig         |
| 2ª     | 3 aprile | Zottegem > Sint-Idesbald                | 234 | Andrei Tchmil      | Olaf Ludwig         |
| 3ª-1ª  | 4 aprile | Sint-Idesbald > De Panne                | 118 | Massimo Strazzer   | Olaf Ludwig         |
| 3ª-2ª  | 4 aprile | De Panne > De Panne (cron. individuale) | 16  | Maurizio Fondriest | Viatcheslav Ekimov  |
| Totale | Totale   | Totale                                  | 542 |                    |                     |

## Dettagli delle tappe

### 1ª tappa
- 2 aprile: Harelbeke > Zottegem – 174 km

| Pos. | Corridore          | Squadra | Tempo    |
| ---- | ------------------ | ------- | -------- |
| 1    | Olaf Ludwig        | Telekom | 4h01'05" |
| 2    | Frédéric Moncassin | Gan     | s.t.     |
| 3    | Fabio Baldato      | MG Boys | s.t.     |

| Pos. | Corridore          | Squadra | Tempo    |
| ---- | ------------------ | ------- | -------- |
| 1    | Olaf Ludwig        | Telekom | 4h00'55" |
| 2    | Frédéric Moncassin | Gan     | a 4"     |
| 3    | Fabio Baldato      | MG Boys | a 6"     |

### 2ª tappa
- 3 aprile: Zottegem > Sint-Idesbald – 234 km

| Pos. | Corridore        | Squadra     | Tempo    |
| ---- | ---------------- | ----------- | -------- |
| 1    | Andrei Tchmil    | Lotto       | 5h51'52" |
| 2    | Massimo Strazzer | Brescialat  | a 1"     |
| 3    | Wiebren Veenstra | Foreldorado | s.t.     |

| Pos. | Corridore        | Squadra  | Tempo    |
| ---- | ---------------- | -------- | -------- |
| 1    | Olaf Ludwig      | Telekom  | 9h52'45" |
| 2    | Fabio Baldato    | MG Boys  | a 9"     |
| 3    | Wilfried Peeters | Mapei-GB | a 12"    |

### 3ª tappa - 1ª semitappa
- 4 aprile: Sint-Idesbald > De Panne – 118 km

| Pos. | Corridore         | Squadra     | Tempo    |
| ---- | ----------------- | ----------- | -------- |
| 1    | Massimo Strazzer  | Brescialat  | 2h47'39" |
| 2    | Jeroen Blijlevens | TVM         | s.t.     |
| 3    | Wiebren Veenstra  | Foreldorado | s.t.     |

| Pos. | Corridore        | Squadra  | Tempo     |
| ---- | ---------------- | -------- | --------- |
| 1    | Olaf Ludwig      | Telekom  | 12h40'24" |
| 2    | Fabio Baldato    | MG Boys  | a 9"      |
| 3    | Wilfried Peeters | Mapei-GB | a 12"     |

### 3ª tappa - 2ª semitappa
- 4 aprile: De Panne > De Panne (cron. individuale) – 16 km

| Pos. | Corridore             | Squadra       | Tempo  |
| ---- | --------------------- | ------------- | ------ |
| 1    | Maurizio Fondriest    | Roslotto      | 20'08" |
| 2    | Alexander Gontchenkov | Roslotto      | a 3"   |
| 3    | Laurent Brochard      | Festina-Lotus | a 27"  |

| Pos. | Corridore          | Squadra  | Tempo     |
| ---- | ------------------ | -------- | --------- |
| 1    | Viatcheslav Ekimov | Rabobank | 13h01'14" |
| 2    | Wilfried Peeters   | Mapei-GB | a 23"     |
| 3    | Olaf Ludwig        | Telekom  | a 39"     |

## Classifiche finali

### Classifica generale
| Pos. | Corridore           | Squadra                      | Tempo     |
| ---- | ------------------- | ---------------------------- | --------- |
| 1    | Viatcheslav Ekimov  | Rabobank                     | 13h01'14" |
| 2    | Wilfried Peeters    | Mapei-GB                     | a 23"     |
| 3    | Olaf Ludwig         | Team Deutsche Telekom        | a 39"     |
| 4    | Marco Serpellini    | Panaria-Vinavil              | a 44"     |
| 5    | Fabio Baldato       | MG Boys Maglificio-Technogym | a 57"     |
| 6    | Gianluca Pianegonda | Team Polti                   | a 2'03"   |
| 7    | Laurent Brochard    | Festina-Lotus                | s.t.      |
| 8    | Andrea Peron        | Motorola                     | a 2'06"   |
| 9    | Denis Zanette       | Aki-Gipiemme-Safi            | a 2'22"   |
| 10   | Rolf Järmann        | MG Boys Maglificio-Technogym | a 2'25"   |